# Jeanne-Françoise Juchereau de la Ferté de Saint-Ignace
Jeanne-Françoise Juchereau de la Ferté de Saint-Ignace est une religieuse hospitalière de l’ordre des Augustines de la Miséricorde de Jésus. Née à Québec le 1er mai 1650 et morte le 14 janvier 1723 dans la même ville, elle est la 6e supérieure de l’hôtel-Dieu de Québec et première Canadienne à accéder à cette fonction,,.

## Biographie
Elle est la fille du Sieur Jean Juchereau de la Ferté (1620–1685), né à La Lande-sur-Eure (France) vers 1620 et mort à Québec en 1685, et de Marie-Madeleine Giffard. 
Mère Juchereau est la nièce de mère Marie-Françoise Giffard de Saint-Ignace, également religieuse hospitalière de l’ordre des Augustines, morte le 15 mars 1657 et inhumée sous le chœur de la chapelle de l’hôtel-Dieu de Québec. On raconte que celle-ci fit venir sa nièce, qui n’avait alors que six ans, à son lit de mort pour la bénir et la convaincre de la remplacer un jour à l’hôtel-Dieu,. Elle entre au monastère comme pensionnaire en 1662 et prend le voile blanc des novices deux ans plus tard ; elle prononce ses vœux le 7 juin 1666 sous le nom de Saint-Ignace, le même que portait Marie Guenet, une des trois sœurs fondatrices de l’hôtel-Dieu et sa tante Marie-Françoise.
Mère Juchereau de Saint-Ignace est l’auteure du célèbre ouvrage Histoire de l’hôtel-Dieu de Québec (édition Montauban 1751), un texte qu'elle a dicté à mère Marie-André Regnard Duplessis de Sainte-Hélène à la fin de sa vie, alors qu'elle est atteinte d’une paralysie qui la retient au lit et affligée d'un catarrhe qui la fait souffrir terriblement jusqu'à sa mort. L’œuvre est une source de renseignements unique et primordiale sur l’histoire du XVIIe siècle et du monastère-hôpital fondé en 1639 grâce aux dons de la duchesse d’Aiguillon et du cardinal de Richelieu. Le texte de mère Juchereau est réédité à Québec en 1939 par Dom Albert Jamet sous le titre de Annales de l’hôtel-Dieu de Québec, 1636-1716.
« Économe de l'hôpital puis de la communauté, assistante de la supérieure, maîtresse des novices, mère Juchereau gravit progressivement les principaux échelons administratifs de la communauté avant d'être élue supérieure pour la première fois, à l'âge de 33 ans, une fonction qu'elle occupera pendant 24 ans, en alternance avec celle d'assistante de la supérieure. À titre de supérieure, elle prend le parti de l'orthodoxie religieuse contre les idées jansénistes et elle n'hésite pas à défendre les intérêts de sa communauté en s'opposant à Monseigneur de Saint-Vallier lors de la création de l'Hôpital général de Québec en 1692. Sa sollicitude à l'égard des malades, lors des nombreuses épidémies qui marquent cette période de l'histoire de la Nouvelle-France, lui vaut même les éloges du gouverneur général de la Nouvelle-France Brisay de Denonville »
— François Rousseau, La croix et le scalpel — Histoire des Augustines de l’hôtel-Dieu de Québec

## Œuvre
- Mère Jeanne-Françoise Juchereau de Saint-Ignace, A.M.J., et Mère Marie-Andrée Duplessis de Ste-Hélène, A.M.J., Histoire de l’hôtel-Dieu de Québec, Paris, publié à Montauban (France) : Chez Jérosme Légier et se vend à Paris, chez Claude-Jean-Baptiste Herissant…, libraire (1751), 1888 (lire en ligne) — Numérisé à partir d'une microfiche de l'ICMH de l'édition originale se trouvant à la Bibliothèque des Archives publiques du Canada. Dans ses notes bibliographiques touchant les sources de sa propre « Histoire de l’hôtel-Dieu de Québec », in « Œuvres complètes », Montréal, éd. C. O. Beauchemin & Fils, t. 4, p. 11, l’historien Henri-Raymond Casgrain écrit à propos de l’Histoire de l'hôtel-Dieu de Québec, par la mère Juchereau de Saint-Ignace : « Cette Histoire a été écrite d'après les renseignements de la mère (Marie Guenet) de Saint-Ignace et rédigée par la mère de Sainte-Hélène. Une copie de ces annales ayant été fournie à M. de La Tour, doyen du chapitre de Québec, qui retourna en France en 1731, il prit sur lui de les faire imprimer à l'insu de la communauté de Québec. Cette impression se fit sans beaucoup de soin, et il s'est glissé dans l'ouvrage un grand nombre de fautes typographiques. Heureusement qu'on possède encore à l'hôtel-Dieu la copie originale de la main même de la mère (Marie-André Duplessis) de Sainte-Hélène, et signée par la mère (Jeanne-Françoise Juchereau) de Saint-Ignace. Ces annales sont un des documents historiques les plus précieux que l’on possède. »
  - Les Annales de l’Hôtel-Dieu de Québec, 1636–1716, Québec, 1939